# 하토 버스
하토 버스(일본어: 株式会社はとバス 카부시키가이샤와 하토 바스[*])는 일본의 전세버스 기업으로 본사는 도쿄도 오타구 헤이와지마 4-1에 위치해 있으나, 실질적인 본사는 도쿄도 지요다구 마루노우치 10-15에 위치해 있다.

## 개요
1948년 8월 14일에 신일본 관광(일본어: 新日本観光株式会社 신니혼 칸코오카부시키가이샤[*])으로 설립했고, 1949년 5월부터 첫 전세버스 운행에 들어갔다. 1963년에 현재의 사명으로 변경되었다. 이후 도쿄도는 여러 차례 투자하면서 37.9%의 지분을 보유하고 있다. 주요 사업은 전세버스, 관광버스 사업을 하고 있으며 2003년 4월에 도에이 버스 위탁 운영에 이어 가나가와현까지 전세버스 사업을 확대하면서 현재에 이르고 있다.

## 같이 보기
- 도쿄도